# Michaël R. Roskam
Michaël R. Roskam (Sint-Truiden, Bélgica, 9 de outubro de 1972) é um cineasta belga. Como reconhecimento, foi nomeado ao Oscar 2012 na categoria de Melhor Filme Estrangeiro por Rundskop.